# Carmen Boullosa
María del Carmen Boullosa Velásquez (Ciudad de México, 4 de septiembre de 1954), conocida como Carmen Boullosa, es una poeta, dramaturga, novelista y ensayista mexicana.

## Biografía
Carmen Boullosa es escritora, ensayista, poeta y dramaturga. En los setenta publicó sus primeros poemas, y desde entonces ha incursionado en otros géneros literarios y ha elaborado libros de artista. Ha publicado dieciocho novelas (entre las más recientes El libro de Ana, Texas, La gran ladronería, Las paredes hablan -adaptada como película, dirigida por Antonio Zavala, con Kuno Becker y María Aura, Héctor Bonilla, Edith González, Mario Zaragoza-, nueve recopilaciones de poesía (La patria insomne), tres libros de ensayos (en coautoría con Mike Wallace, A Narco History, How the United States and Mexico Jointly Created the Mexican Drug-War), varia invención (Papeles irresponsables) y tres volúmenes de obras de teatro. Se han escenificado siete de sus obras de teatro. Su obra se ha publicado en América Latina y en España, y se ha traducido a doce lenguas.
Recibió el Premio Xavier Villaurrutia, en México; el Liberaturpreis y el Anna Seghers, en Alemania; el Premio de Novela Café Gijón y el Casa de América de Poesía Americana; el Premio Rosalía de Castro, otorgado por el Centro PEN Gallego, y el Typographical Award on Translation. Fue finalista para el Drunken Boat de poesía y del PEN Translation Award 2014, y nominada al Premio Mundial Femenino de Literatura, organizado por la revista Three Percent, como (única) representante de México.[cita requerida]
Forma parte de la generación sin nombre que se agrupó alrededor del Taller Martín Pescador, a la que pertenecieron Roberto Bolaño, Verónica Volkow y otros.
Estudió letras hispánicas en la  Universidad Iberoamericana Ciudad de México (1972-1973) y en la Universidad Nacional Autónoma de México (UNAM) (1974-1976).[cita requerida]
Fue becaria Salvador Novo (1974), del Centro Mexicano de Escritores (1980), del Instituto Nacional de Bellas Artes (INBA) Fondo Nacional para Actividades Sociales (Fonapas) (1981), de la Fundación Guggenheim (1990), de la DAAD (1995) y del Cullman Center (2001). Fue redactora del Diccionario del español de México de El Colegio de México (1977-1979), fundadora en 1983 del Taller Editorial Tres Sirenas (1980); tomó las riendas, con Alejandro Aura, del teatro-bar El Cuervo, en 1981, y fundó, con él, El Hijo del Cuervo, en 1986.
Ha participado en festivales y coloquios y ha figurado en recintos culturales a lo largo y ancho de los continentes americano y europeo. Dictó conferencias en las universidades Oxford, Cambridge, Heidelberg, Graz, Freie de Berlín, Irvine, Brown, Georgetown, Berkeley, Florencia, Toscara de Venecia, UCLA, London School, Yale, Princeton, Warwick, Playa Ancha, Northern Míchigan University, Boudoin College, New School de Nueva York, Minnesota Twin Cities, Columbia, Connecticut, NYU, Diego Portales, Loyola, Oregón en Eugene, Maryland, Santa Fe, Riverside, Texas en Austin, Texas en Brownsville, T&M y la Universidad Nacional Autónoma de México (UNAM), entre otras, y en instituciones como Casa de América, New York Public Library, National Library en Londres, Literatur Haus en Fráncfort y Berlín, Americas Society de Nueva York, así como en media docena de ocasiones en la Biblioteca del Congreso de Washington D.C., y en varias sedes del Centro Cervantes (Nueva York y Frankfurt, entre otras). En la Ciudad de México, ha dado lecturas y conferencias en librerías y sedes como el Museo Tamayo, o el simposio sobre SIDA “A Writers Perspective” o la Cátedra Alfonso Reyes del Tecnológico de Monterrey. Entre las ferias del libro a las que han asistido están las de Buenos Aires, La Paz Bolivia, Los Ángeles (LEAla), Texas en el Capitolio de Austin Texas, Santo Domingo, Puerto Rico, Bogotá y Quito, por mencionar algunas. En cuanto a festivales, ha participado en los de poesía de Róterdam, Génova, Venecia, Granada (Nicaragua), en el Hay Festival de Cartagena y de Xalapa, el LitQuake de San Francisco y en los del PEN Club Internacional en Berlín, Nueva York y Barcelona, entre muchos otros.[cita requerida]
Ha sido profesora distinguida visitante en las universidades Blaise Pascal de Clermont Ferrand (2014), Columbia University (2003-2004), Georgetown University (1998) y San Diego State University (1990). En la New York University (NYU) ocupó la Cátedra Andrés Bello (2002-2003), y en La Sorbonne, la Cátedra Alfonso Reyes (2001). Formó parte del cuerpo académico de City College, CUNY (2004-2011), dictando cursos sobre literatura latinoamericana, el Quijote, en español y en inglés, y escritura creativa, en español e inglés.[cita requerida]
Fue su iniciativa y su proyecto abrir la casa para escritores perseguidos de la Ciudad de México, la Casa Citlaltépetl, de la que fue cofundadora, al lado de Salman Rushdie, gracias al apoyo de Cuauhtémoc Cárdenas Solórzano y de Alejandro Aura.[cita requerida]
Tramó, promovió y organizó, con el historiador Mike Wallace, la exposición Nueva York 1613-1945, que acogió la New York Historical Society en el Museo del Barrio, para poner en el horizonte colectivo la relación histórica de la ciudad de Nueva York con América Latina y España. La exposición fue muy concurrida y ampliamente reseñada por los medios. Participó en esta como “Chief Advisor”.[cita requerida]
Preside regularmente el programa de televisión Nueva York en CUNY-TV, por el que ha recibido cinco NY-EMMYS.[cita requerida]
Ha recibido dos honores de Nueva York: la Proclama del Senado del Estado de Nueva York (2014) y la Proclama del New York City Council (2014).[cita requerida]
Más de noventa tesis académicas de posgrado estudian su obra, así como una docena de libros en varias lenguas. Varios simposios y coloquios se han dedicado enteramente a su obra.[cita requerida]
En los ochenta y noventa presidió, con Alejandro Aura, el centro cultural (autofinanciado con la venta de comida y vinos) El Cuervo, donde se dieron cita teatro, literatura, música y artes plásticas marginales pero imprescindibles para la historia del arte mexicano de los ochenta. A su cierre, El Hijo del Cuervo continuó, en sus primeros años, con el mismo proyecto cultural. A partir del 2000, cuando la vocación cultural del lugar se diluyó, Carmen Boullosa cortó nexos con él.[cita requerida]
Ha exhibido sus libros de artista en el Museo de Arte Moderno de México y en el Museo Carrillo Gil, entre otros lugares. La New York Public Library alberga una colección de estos. Expuso en el Museo Carrillo Gil la serie de borradores manuscritos sobre lienzos-borradores del pintor fotorrealista neoyorkino Robert Neffson, en julio del 2014. La exposición viajó al MUPO en Oaxaca (2015). En la biblioteca del Macaulay Honors College, en 2019, con Magali Lara expuso "Artists Books and Other Collaborations", libros de artistas y  otras colaboraciones en los años ochenta.[cita requerida]
Forma parte del consejo de las revistas Review, Words Without Borders, Bomb (Nueva York) y Letras Libres (México), entre otras.[cita requerida]
Con Enrique Vila-Matas y un reducido grupo de escritores, es rectora de la Universidad Desconocida, proyecto de Javier Molea en la librería McNally Jackson de SoHo.[cita requerida]
El 22 de noviembre, la Secretaría de Cultura del Gobierno de México anunció que Carmen Boullosa fue galardonada con el Premio Bellas Artes de Literatura Inés Arredondo 2023. Fue reconocida por su amplia trayectoria y diversidad temática, Boullosa ha dejado una huella internacional y ha contribuido significativamente a la literatura escrita por mujeres en México. La escritora, poeta y dramaturga dedicó este honor a Inés Arredondo, resaltando la riqueza y diversidad de la literatura femenina en el país.

### Enseñanza en universidades
- Conferencista distinguida, Universidad Estatal de San Diego, Estados Unidos, 1990.
- Profesora visitante, Universidad de Georgetown, 1998.
- Cátedra Alfonso Reyes, Sorbona, París, 2001.
- Cátedra Andrés Bello, Universidad de Nueva York, 2002-2003.
- Profesora visitante, Universidad de Columbia en Nueva York, 2003-2004.
- Conferencista distinguida, Universidad de la Ciudad de Nueva York (CUNY) 2004-2011.
- Profesora invitada, Universidad Blaise Pascal, Clermont, Francia, 2014.
- Conferencista distinguida, Macaulay Honors College (CUNY), 2018 a la fecha.[7]

## Obra
A fines de los setenta y principios de los ochenta, Carmen Boullosa publicó poemas (La memoria vacía, 1978, El hilo olvida, 1978), colaboró con artistas, especialmente con Magali Lara, escribió teatro y su primera novela, y, con Alejandro Aura en El Cuervo, reunió a escritores, teatreros, músicos, intérpretes y artistas.[cita requerida]
En la primera fase de su obra narrativa (que publicó a principios de los noventa), abordó el tema de la infancia. Según algunos críticos, destacan los rasgos autobiográficos, sobre todo la muerte temprana de la madre, que es elaborada bajo un fuerte signo de enajenación, incluso lingüística, del texto. Más tarde, descubre su inclinación por los temas históricos de la conquista de América y la Colonia en México, dedicando una novela entera, Llanto, a Moctezuma II, resucitado en su ficción en el México ultramoderno del siglo XX. Con Son vacas, somos puercos y su novela "Gemela", El médico de los piratas, la autora hace el atrevido e insólito intento de sumergirse en un mundo exclusivamente masculino, el de los filibusteros en el mar Caribe. Sus últimos textos van abandonando esta predilección por las escenas violentas y sanguinarias, mostrándose más amenos y en ocasiones hasta fantásticos, con un dejó de cuento de hadas. También se puede observar una mayor inclinación a temas internacionales, tales como Miguel de Cervantes, Cleopatra, su novela sobre Sofonisba Anguissola, La virgen y el violín, con el manuscrito de Karenina, El libro de Ana, y otra versión del Génesis en El libro de Eva.
A partir del 2001, ha participado en proyectos diversos (lecturas, docencia, exposiciones) en Nueva York, relativos a las culturas de Hispanoamérica e ibéricas. Café Nueva York (con José Manuel Prieto, Eduardo Lago, Sylvia Molloy, Eduardo Mitre, Naief Yehya) para traer al presente la memoria de los escritores que han escrito en español en Nueva York, desde los románticos cubanos José Martí, Juan Ramón Jiménez, Federico García Lorca, José Juan Tablada, Gabriela Mistral y muchos más. En la exposición Nueva York, que produjo la New York Historical Society, con Mike Wallace como historiador y guía, se exploró la relación de esta ciudad con el universo hispanohablante, desde la fundación de Nueva York hasta los años cuarenta del siglo pasado. De ella se publicó un libro con el mismo título, Nueva York, que contiene los ensayos de los expertos que la conformaron.[cita requerida]
Ha publicado también dos libros que observan y estudian algunos aspectos de la relación Estados Unidos-México: Texas, la gran ladronería y Cuando México se (re)apropia de Texas, más un tercero escrito a cuatro manos con Mike Wallace: Narcohistory: How Mexico and the USA jointly created the "Mexican" Drug War.[cita requerida]
Sus más recientes publicaciones son el prefacio para la traducción, a cargo de Suzanne Hill Levine y Katie Lateef Jan, del primer libro de cuentos de Silvina Ocampo, Forgotten Journey, en City Lights, y el libro de poemas La aguja en el pajar, por el Premio Casa de América de Poesía Americana, en editorial Visor.[cita requerida]

### Novelas
- El libro de Eva, Alfaguara, Penguin Random House México, 2020, y Siruela, Madrid, 2021.
- El mundo, Biblioteca Carmen Boullosa, Novelas II, DeBolsillo, Penguin Random House, México, 2018. (Este segundo volumen de la Biblioteca Carmen Boullosa recopila las novelas: Son vacas, somos puercos, Duerme, La otra mano de Lepanto, La virgen y el violín y El libro de Ana)
- Infancia e invención, Biblioteca Carmen Boullosa, Novelas I, DeBolsillo, Penguin Random House, México, 2018. (Este primer volumen recopila las novelas: Antes, Mejor desaparece, Así pensó el niño, Treinta años, La novela perfecta, La milagrosa y Texas).
- El libro de Ana, Madrid: Siruela, 2016; simultáneo en México: Alfaguara, 2016. (The Book of Anna, translated by Samantha Schnee, Coffee House Press, 2021)[11]
- Texas. México: Alfaguara, 2013. (Traducida al inglés por Samantha Schnee: TEXAS, Deep Vellum, 2014.)
- Las paredes hablan. Madrid: Siruela, 2010.
- El complot de los románticos. Madrid: Siruela, 2009.
- La virgen y el violín. Madrid: Siruela, 2008.[8]
- El Velázquez de París. Madrid: Siruela, 2007.
- La novela perfecta. México: Alfaguara, 2006.
- La otra mano de Lepanto. Madrid: Siruela, 2005. (Portugués: A Outra Mâo de Lepanto, trad. Paulo César Thomaz, Editora Palíndromo, Sao Paolo, Brasil, 2006.)
- De un salto descabalga la reina. Madrid: Debate, 2002. (Inglés: Cleopatra Dismounts, Grove Press, 2002, trad. Geoff Hargraves.)
- Treinta años. México: Alfaguara, 1999. (Inglés: Leaving Tabasco. Trad. Geoff Hargraves. Grove Press, 2001.)
- Prosa Rota. México: Plaza Janés, 2000.
- Cielos de la tierra. México: Alfaguara, 1997. (Inglés: Heavens on Earth, trans. Shelby Vincent, Deep Vellum, 2017.)
- Duerme. Madrid: Alfaguara, 1994. (Trad. alemán: Der fremde Tod, edition Suhrkamp, 1994, trad. Susanne Lange. Francés: Duerme, L’eau des lacs du temps jadis, L’atalante, 1997, y Le serpent a plumes 1999, trad. Claude Fell. Italiano: Dorme, Ed. Le Lettere, 2000, trad. Antonella Ciabatti. Holandés: De Schone Slaapster, Arena, Ámsterdam, 1995, trad. Aline Glastra von Loon.)
- La milagrosa. México: Era, 1992. (Inglés, The Miracle Worker, Jonathan Cape, London, 1994, trad. Amanda Hopkinson. Alemán: Die Wundertäterin, edition Suhrkamp, 1993, trad. Susanne Lange. Italiano: La Miracolosa, Vallecchi Editore, 1996, y La Milagrosa, Feltrinelli, 2001, trad. Pino Cacucci.)
- Llanto: novelas imposibles. México: Era, 1992.
- El médico de los piratas: bucaneros y filibusteros en el Caribe, Madrid: Siruela, 1992.
- Son vacas, somos puercos: filibusteros del mar Caribe, México: ERA, 1991. (Trad. Lee Chambers, They're Cows, We're Pigs, Grove Press, New York, 1997, trad. alemán Erna Pfeiffer: Sir sind Kühe, wir sind Schweine, edition Suhrkamp, 1991; trad. francés Claude Fell: Eux les vaches, nous les porcs, Le serpent a plumes, Paris, 2002).
- Antes, México: Vuelta, 1989. Edición más reciente: México: Suma de Letras, 2001 (Punto de lectura, 195). (Traducida al inglés por Peter Bush, Before, Deep Vellum, 2016, al alemán por Susanne Lange, Aufbau-Verlag, Berlín, 1996. Al chino en 1999. Al francés, por Sabine Coudassot Ramírez, Quebec, Les Allusives, 2002.)
- Mejor desaparece, México: Océano, 1987.

### Ensayo
- Let´s Talk About Your Wall, Carmen Boullosa y Alberto Quintero. Prólogo de Carmen Boullosa. Antología de autores mexicanos traducida al inglés. The New Press, Nueva York, 2020.
- Coautoría con Mike Wallace: Narco History, How the United States and Mexico Jointly Created the "Mexican Drug War'". Or Books, New York, 2015. (En italiano: "Narcos del Norte", Prefazione de Ana Cristina Vargas, analisi di Miguel Angel Cabañas, é un contributo di Maurizio Mura", ed. Rosenberg & Sellier, Italia, 2017.[12]
- When Mexico Recaptures Texas, ensayos. Traducción de Nicolás Kanellos, Arte Público Press, Houston Texas, 2015.
- Azúcar negra, Colección Cenzontle, Fondo de Cultura Económica, México, 2013.
- Rosario Castellanos, edición especial no venal con motivo del Congreso Internacional “La experiencia internacional de las mujeres”, Conaculta, México, 2012.
- Cuando me volví mortal, Cal y Arena, México, 2010.
- Papeles irresponsables, Universidad Autónoma Metropolitana, México, 1989.
- El Hijo (crónica de “El Cuervo” y “El Hijo del Cuervo”), edición en Redacta, México, 1992.

### Teatro
- Trece señoritas (1983).
- XE Bululú (1984, coautora).
- Los totoles (1985).
- Cocinar hombres: obra de teatro íntimo. México: La Flor, 1985.
- Teatro herético: Propusieron a María, Cocinar hombres, Aura y las once mil vírgenes. Puebla: Universidad Autónoma de Puebla, 1987.
- Mi versión de los hechos. México: Arte y Cultura, 1997.
- Los hijos de Freud, pastorela inconsciente, coautora con Jesusa Rodríguez, Debate feminista 32 (temporada teatral en El Hábito), México, 2000.

### Poesía
- La memoria vacía, 1978.
- El hilo olvida. México: La Máquina de Escribir, 1979.
- Ingobernable. México: Universidad Nacional Autónoma de México, 1979.
- Lealtad. México: Taller Martín Pescador, 1981.
- La voz y método completo de recreo sin acompañamiento, 1983.
- Abierta. México: Delegación Venustiano Carranza, 1983.
- La salvaja. México: Taller Martín Pescador, 1988 y Fondo de Cultura Económica, México, 1989.
- Soledumbre. México: Universidad Autónoma Metropolitana, 1992.
- Envenenada: antología personal. Caracas: Pequeña Venecia, 1993.
- Niebla. Michoacán: Taller Martín Pescador, 1997.
- Todos los amores: Antología de poesía amorosa, 1997.
- La Delirios. México: Fondo de Cultura Económica, 1998.
- Jardín Elíseo, Elyssian Garden. Trans. Psiche Hugues. Monterrey, 1999.
- Agua. Michoacán: Taller Martín Pescador, 2000.
- La bebida, Fondo de Cultura Económica, México, 2002.
- Salto de mantarraya, ilustraciones de Phillip Hugues, trad. Psiche Hugues, The Old School Press, Inglaterra, 2002.
- Salto de mantarraya (y otros dos). México: Fondo de Cultura Económica, 2004.
- Allucinata e Selvaggia, Poesia scelte 1989-2004. A cura di Marta Canfield. Ed. Lietocolle, Florencia, Italia, 2008.
- La patria insomne, Madrid, Hiperión (coedición UANL), 2012.
- Corro a mirarme en ti, México, Publicaciones de Conaculta, 2012.
- Hamartia o Hacha, Hiperión (coedición UANL), 2015. Traducido al inglés por Lawrence Schimel como Hatchet, White Pine Press, 2020 (Premio Cliff Becker.)
- La impropia, Taller Martín Pescador, México, 2017.
- Alquimia de los planetas / Alchemy of the Planets  (libro de artista- poemas sobre imágenes de Philip Hughes y Amy Petra Woodward, edición bilingüe, traducción de Psiche Hughes, The Old Press, Reino Unido, 2018).
- La aguja en el pajar, Visor, Madrid, 2019.

### Varia invención
- Papeles irresponsables. México: Universidad Autónoma Metropolitana, 1989.
- El fantasma y el poeta. México: Sexto Piso, 2007. (segunda edición: con prólogo de Masoliver Ródenas, Madrid, 2008).
- Cuando me volví mortal. México: Cal y Arena, 2010.
- Azúcar negra. México: Fondo de Cultura Económica, 2013.

### Cuentos para niños
- La Midas. Cuento de Carmen Boullosa, dibujos de Fabrizio Van Den Broek. México: Editorial Limusa, 1986 (Serie La hormiga de oro).
- Sólo para muchachos, Alfaguara, 1997.

### Audiolibro
- Pesca de piratas. México: Radio Educación, 1993.
- Ser el esclavo que perdió su cuerpo, presentación de Sabine Coudassot-Ramírez y Raquel Serur. México: Voz Viva de México, UNAM, 2001.
- En voz de Carmen Boullosa: El fantasma y el poeta. México: Descarga Cultura, UNAM, 2010.

### Entrevistas
- Roberto Bolaño: la escritura como tauromaquia (incluida su «Entrevista a Roberto Bolaño»)Paz Soldán, Edmundo; Faverón Patriau, Gustavo, eds. (2013) [2008]. Bolaño salvaje (II edición). Avinyonet del Penedés, Barcelona: Editorial Candaya. p. 544. ISBN 978-84-938903-8-4.
- En CUNY TV ha entrevistado a Mario Vargas Llosa, Elena Poniatowska, Juan Villoro, Eduardo Mitre y Magali Lara, entre muchos otros escritores, artistas y pensadores.[13]

## Premios
- 1989 Premio Xavier Villaurrutia por su novela Antes.[14]
- 1992 Becaria Fundación Guggenheim.
- 1995 Becaria Künstlerprogramm DAAD, Berlín.
- 1996 LiBeraturpreis, Fráncfort del Meno.
- 1997 Premio Anna Seghers, Berlín.
- 1998 Becaria del Sistema Nacional de Creadores, FONCA, México.
- 2001 Becaria Centro para escritores y Académicos de la Biblioteca Pública de Nueva York- hoy Cullman Center.
- 2009 Premio de novela Café Gijón por "El complot de los románticos"- publicado por la editorial Siruela.
- 2009 El programa de televisión en que participa, Nueva York, que transmite el canal de televisión pública, CUNY-TV, recibe un NY-EMMY en la categoría Magazine (a la fecha se han sumado otros cuatro[15]).
- 2014: Una antología de su poesía, traducida y editada por Catherine Hammond al inglés, resultó finalista al concurso de poesía de la revista literaria Drunken Boat.
- 2015 Typographical Era Translation Award por la novela Texas, en versión al inglés de Samantha Schnee, Deep Vellum.
- 2015 Finalista en el PEN Prize para novela traducida -por su novela Texas en versión al inglés de Samantha Schnee, Deep Vellum.
- 2015 Nominada al Mundial de Literatura Femenino por la revista Three Percent, en representación de México.
- 2018 Premio Rosalía de Castro, Centro PEN Galicia.[16]
- 2019 Premio Casa de América de Poesía Americana"[17] (Ceremonia de premiación en la Casa de América)
- 2020: Premio Cliff Becker de poesía en traducción (en Estados Unidos) por Harmatia, en la versión de Lawrence Schimel.
- 2021 Premio Jorge Ibargüengoitia de Literatura de la Universidad de Guanajuato[18][19]
- 2021: El libro de Eva es una de las[20] doce finalistas para la Bienal de Novela Mario Vargas Llosa.
- 2021: Seleccionada para el premio internacional Jan Michalski, en Suiza.[21]
- 2023: Ganadora del Premio Bellas Artes de Literatura Inés Arredondo. [22]

## Familia
Carmen Boullosa tuvo dos hijos con Alejandro Aura: Juan Aura y María Aura, actriz. Está casada con Mike Wallace, historiador.[cita requerida]

### Tesis académicas
- Ishai, Ayelet, tesis de doctorado Affect and Feminist Storytelling in Three Spanish American Novels: Leonora, by Elena Poniatowska; De un salto descabalga la reina, by Carmen Boullosa, and El infinito en la palma de la mano, by Gioconda Belli. University of Wester Ontario, 2020. Electronic Thesis and Dissertation Repository. 7346.

- Magdaleno-Yntema, Ariana Heydi, tesis de doctorado Mexicanidad Reloaded, Multiple Histories and Novels in Contemporary Novels and Films: 1989-2002 (Brianda Domecq, La insólita historia de la santa de Cabora; Carmen Boullosa, Duerme; Carlos Reygadas, Japón),University of Miami, 2019.
- Bernal Rodríguez, Alejandra, tesis de doctorado Allegory and the Transnational Affective Field in the Contemporary Mexican Novel (1993-2013), University of Ottawa, 2019.
- Light, Allison, tesis de licenciatura Heretical Theater: A Translation of Carmen Boullosa's "Teatro Herético", Princeton University, 2018.
- Weird Hill, Héctor Enrique Antonio, tesis de doctorado The Catholic Puzzle: Faith in the Borderland Narratives of Carmen Boullosa and Rolando Hinojosa, Texas A&M University, 2017.
- De Jesus, Agustin, Art of Resistance of Latin Americans and Latinas in the United States: Magali Alabau and Carmen Boullosa (Arte de resistencia de escritoras latinoamericanas latinas en los Estados Unidos: Magali Alabau y Carmen Boullosa), City University of New York, 2017.
- González Ibarra, Norma Lilia, tesis de maestría en literatura mexicana Sabotaje y enunciación de mitos y estereotipos de la mexicanidad en 'Texas', de Carmen Boullosa. Universidad de Guadalajara, 2017.
- Joshua D. Martin, tesis de doctorado (B)ordering Texas: The Representation of Violence, Nationalism, and Masculine Archetypes in U.S.- Mexico Borderland Novels”. University of Kentucky. 2017.
- Agustín de Jesús, tesis de doctorado Arte de resistencia de escritoras latinas en los Estados Unidos: Magali Alabau y Carmen Boullosa, The Graduate Center, CUNY, 2017.
- Cunill, Rebeca, tesis de doctorado El Bildungsroman femenino de Ángeles Mastretta y Carmen Boullosa: Hacia una perspectiva posmoderna, Florida International University, 2016.
- Gieselmann, Annika, tesis de licenciatura Hybride Identität im Roman  La otra mano de Lepanto  von Carmen Boullosa, igurencharakterisierung der Protagonistin María la Bailaora, Universidad de Mannheim, 2016.
- Waltrip, Preston, tesis de maestría Memorials of the unmourned: Representations of politicized violence in contemporary U.S.-Mexican border fiction (Cormac McCarthy’s –Blood Meridian-, Carmen Boullosa’s –Texas: The Great Theft-, and Roberto Bolaño’s –2666-), Texas Christian University, Estados Unidos, 2016.
- Acevedo, Ana Sylvia, tesis de doctorado Vírgenes, Ninfomaníacas, Brujas y Travestis: el Discurso Subversivo de Carmen Boullosa, Texas Tech University, Estados Unidos, 2015.
- Romano, Mia Lynn, tesis de doctorado Excessive Femininity as Resistance in Twentieth-and Twenty-First Century Mexican Narrative and Visual Art. (Campobello, Poniatowska, Sefchovich, Federico Gamboa, Boullosa, Kahlo, Enrique Serna y Julieta García González), Rutgers, New Brunswick, The State University of New Jersey, 2015.
- Ordiz Alonso-Collado, Inés, tesis de doctorado Manifestaciones ficcionales del terror. Gótico toneporáneo en las Américas. (Uno de los capítulos está dedicado a la novela corta Isabel, de Carmen Boullosa), Universidad de León, 2014.
- Vincent, Shelby, tesis de doctorado Translating Translators, History, and Memories in Carmen Boullosa’s Cielos de la Tierra, University of Texas at Houston, 2014.
- Martin, Allysha, tesis de doctorado Consuming women: Cultural subversion through consumption in late twentieth-century women writers' narratives in Latin America, University of Nebraska - Lincoln, 2014.
- Fuentes, Cristina, tesis de doctorado Espacio y marginalidad en la narrativa mexicana del siglo XX, Irvine, California. (Poniatoska´s “Hasta no verte Jesús mío”, Brianda Domecq's “La insólita historia de la Santa de Cabora” and Boullosa's "Duerme"). 2014.
- Mossbauer, Teresa, tesis de doctorado Mexikanische Autorinnen im Spannungsfeld zwischen “Machismo" und "Feminismo" – Castellanos, Poniatowska, Glantz, Boullosa. Universidad de Viena, 2013.
- Cambrón, Florence,Distopía en -Cielos de la Tierra- de Carmen Boullosa. Maestría. Universidad de León, España, 2013.
- Zavala, Paola E., tesis de doctorado la mirada subversiva de Carmen Boullosa, University of Wyoming, 2013.
- Sánchez-Couto, Esther, tesis de doctorado Representaciones del silencio en la narrativa femenina en España y México (1990-2012) –El Velázquez de París- (2007) de Carmen Boullosa y –El sueño de Venecia– (1992) de Paloma Díaz-Mas,, The University of North Carolina at Chapell Hill, Estados Unidos, 2001
- Hornike, Dafna, tesis de doctorado Orientation towards home or the boundaries of the nomad, Cornell University, 2013.
- Escamilla, Annette Marie, tesis de doctorado The performance of feminity in several metatheatrical works by Paloma Pedrero, Dolores Prida and Carmen Boullosa, University of Houston, 2012.
- Julia Garner-Prazeres, tesis de doctorado After The Earthquake: Literary Responses To Catastrophe In Mexico City, 1985-2000 (Carlos Fuentes Cristóbal Nonato, Ignacio Solares Casas de encantamiento, Two Novels by Homero Aridjis, and Carmen Boullosa´s Duerme), Brown University, 2012.
- Carisa Simms, tesis de doctorado de literatura comparada The Girl: Feminity, Coming Of Age, And The Limits Of Becoming (Carson McCullers's “The Member of the Wedding”, Carmen Boullosa's “Antes”, and Marguerite Duras's ” L'Amant”), Cornell University, 2012.
- Raphaël Pajares, tesis de maestría en letras modernas Insurrección en territorios corporales: aproximación hermenéutica a las obras Duerme y La virgen y el violín de Carmen Boullosa, Universidad Iberoamericana.
- Stachura, Anne-Marie, tesis de doctorado An Inhospitable World: The Post-national Imaginary in Latin American Novel and Film, 2000—2010 (Anacristi Rossi, Bolaño, Chávez Castañeda, Fresán, y “La novela perfecta” de Carmen Boullosa), University of Virginia, 2012.
- Marcuard, Cléa, tesina Reescritura del mito y de la historia del pirata del Caribeen las novelas Son vacas, somos puercos (1991) de C. Boullosa y Lobas de Mar (2003) de Z. Valdés (dir.: V. Wagner). Universidad de Ginebra. 2016.
- Bouloukos Beth, tesis de doctorado Mystical Queerings: Ecstasy And Transcendence In Latin American Texts, Cornell University. 2011.
- Puotkalyte-Gurgel, Kristina, tesis de doctorado Envisioning the end of the world: Mexican apocalyptic novels in the era of globalization (Cielos de la Tierra, by Carmen Boullosa), The University of Wisconsin, 2011.
- Hug, Chantell, tesis de doctorado La sangre y el disfraz: identidad en Duerme y La otra mano de Lepanto. University of Calgary. 2011.
- Bernal, Alejandra, tesis de maestría El imperativo de la memoria cultural en Cielos de la Tierra de Carmen Boullosa. Ottawa University, 2010-2011.
- Callewaert, Lore, tesis de maestría Carmen Boullosa en busca de la identidad mexicana: hacia un análisis de su novelística a la luz de la nueva novela histórica. Universiteit Gent, 2010.
- Ayala-Gilot, Yelitza, La imagen del agua en Pedro Páramo, de Juan Rulfo, “Chac Mool”, de Carlos Fuentes y Duerme, de Carmen Boullosa: la corporeidad de una identidad líquida, Universidad de Puerto Rico, Recinto Universitario de Mayagüez, 2010.
- Moraga, Juan Carlos, tesis de maestría La otra mano de Lepanto de Carmen Boullosa: en busca del texto transatlántico. San Diego State University, 2009. p. 89.
- Wolfenson, Carolyn Niego, tesis de doctorado "A discourse repeated: Latin American novels entangled in history”, sobre Antonio di Benedetto, Reinaldo Arenas, Carmen Boullosa, y Rosas Paravicino, Cornell University, 2009. pp. 254.
- Reid, Alana, Piracy, globalization and marginal identities: Navigating gender and nationality in contemporary Hispanic fiction” Borges, Antillano, Valdés y Boullosa, Presentada para obtener grado de Doctor en Filosofía, University of Michigan, 2009.
- Biasetti, Giada, tesis de doctorado El poder subversivo de la nueva novela histórica femenina sobre la conquista y la colonización: La centralización de la periferia, University of Florida, 2009, pp. 203
- Landin Vargas, Abelin, Memoria e identidad en Duerme de Carmen Boullosa, Universidad de Colima, 2009.
- Melgar Pernías, Yolanda, tesis de doctorado Los Bildungsromane de Carmen Boullosa y Sandra Cisneros: estudio comparativo, University College Dublin, 2008.
- Tolentino-Solano, Adriana, tesis de doctorado Familias desmembradas y orfandades: Representaciones de una actitud posmoderna hacia la nación Mexicana (Carmen Boullosa, Jesús González Dávila, Víctor Hugo Rascón Banda, and Mario Bellatín, and filmmakers Marisa Sistach, Gustavo Loza and María Novaro). University of Kansas, Estados Unidos. 2009.
- Muñoz, Juan Ignacio, tesis de doctorado Le cyberpunk vernaculaire de l'Amerique latine: Dystopies, virtualites et resistances (Ricardo Piglia, Carmen Boullosa y Edmundo Paz-Soldán). Université de Montreal, Canadá. 2009.
- Gallardo, Julianna Laufenberg, tesis de doctorado Partículas revoltosas: La infancia en la literatura fantástica mexicana del siglo XX, (Seis cuentos y una novela corta del siglo XX mexicano son analizados con detalle – de Elena Garro, 1954, de Rosario Castellanos, 1950, de Sergio Galindo, 1985, de Carmen Boullosa, 1989, de María Luisa Puga, 1987, y de Mario González Suárez, 1991.) University of Virginia. Estados Unidos. 2009.
- Schlegel, Rachel Elise, tesis de maestría Representations of New York City in Carmen Boullosa's fiction, University of Wyoming, Estados Unidos. 2009. p. 75.
- Abud Martínez, Eduard, tesis de doctorado La re-visión de la historia en la ficción de mujeres latinoamericanas: Isabel Allende, Gioconda Belli, Carmen Boullosa y Ana Miranda, The University of Arizona, Estados Unidos. 2008.
- Sánchez Hernández, Diana Sofía, tesis de maestría Cielos de la Tierra. El desencanto de la Historia y las posibilidades de la escritura, UNAM, 2008.
- López, Margarita López, tesis de doctorado Las voces subversivas en la novelística de Carmen Boullosa, University of California, Irvine, Estados Unidos. 2007.
- Ferrero Candenas, Inés, tesis de doctorado Gendering the Marvelous: Strategies of Response in Remedios Varo, Elena Garro and Carmen Boullosa, Edimburg University, 2007
- Bermúdez Rivera, Glenda, tesis de doctorado La presencia del narrador en la novela Duerme de Carmen Boullosa: una propuesta pedagógica, Puerto Rico, Recinto Río Piedras, 2007.
- Charles D. Hatfield, tesis de doctorado Rethinking difference in the Americas: Race, culture, history, memory,, The Johns Hopkins University, 2007.
- James M., Griesse, tesis de doctorado Utopia and postmodernism in recent Latin American fiction, The Catholic University of America, 2007, p. 187.
- Gustafson, James, tesis de doctorado Hidden identity in the contemporary Latin American historical novel:The Conquest seen through the eyes of double agent characters (Carlos Fuentes, Abel Posse, Carmen Boullosa, Homero Aridjis), The University of Nebraska, Lincoln. Estados Unidos. 2007.
- Seymour, Ferry Ellen, tesis de doctorado Sacrificial rituals: Eroticism, literature, and the conquest of México. (Carlos Fuentes, Carmen Boullosa, Gustavo Sáinz). Columbia University, Estados Unidos, 2007.
- Leroux, Marie-Caroline, tesis de doctorado Sept romans dans l'histoire: entre utopie et révolution (Son vacas, somos puercos (C. Boullosa), El siglo de las luces (A. Carpentier), La tejedora de coronas (G. Espinosa), Rasero (F. Rebolledo), La noche oscura del Niño Avilés et El camino de Yyaloide (E. Rodríguez Juliá), La isla de Róbinson (A. Uslar Pietri). Amiens, 2006.
- Alcantar, Iliana, tesis de doctorado En busca de la quimera mexicana: Nuevas nociones de identidad en la literature y performance contemporaneous, University of California, Los Ángeles, 2006, pp. 173.
- Blanco-Cano, Rosana, tesis de doctorado Dissident Mexican women: Textual and performative reconfigurations of national models of gender since 1970, Tulane University, 2006, pp. 318
- Avina, Catalina, tesis de doctorado The demythification of traditional female roles in Carmen Boullosa, The University of Nebraska –Lincoln, Estados Unidos. 2006.
- Burke, Jessica, tesis de doctorado Bodies in Transition: Identity and the Writing Process in the Narrative of Carmen Boullosa, Princeton, Estados Unidos. 2005.
- Trejo Téllez, Ramón, tesis de doctorado Desestilización del sujeto en la narrativa mexicana contemporánea: Un acercamiento centrífugo-centrípeta  (Carmen Boullosa, María Luisa Puga, Bárbara Jacobs), The University of Texas at Austin, Estados Unidos. 2005.
- Vinarov, Kseniya A., tesis de doctorado “La novela detectivesca posmoderna de metaficcion:  Cuatro ejemplos mexicanos, David Toscana, Luis Arturo Ramos, Carmen Boullosa, Jorge Volpi,  University of California, Riverside, Estados Unidos. 2005.
- Buyze, David, tesis de doctorado The Aftertastes of Colonialism: Latin Americanism and Cultural Meaning, University of Toronto, 2005.
- Hempel, Julie Lynn, tesis de doctorado Faces, bodies, and spaces: Differential identity construction in Mexicana and Chicana narrative, University of Michigan, 2004, pp. 238.
- Akrabova, María G., tesis de doctorado Sheherazada en el espejo: Una aproximación a lo fantástico femenino. Isabel Allende, Chile, Carmen Boullosa, México, y Almudena Grandes, Cristina Fernandez Cubas, de España, The University of Kansas, Estados Unidos. 2004.
- Albornoz, María Victoria, El canibalismo como metáfora de incorporación y traducción cultural: Perspectivas desde Hispanoamérica (José Eustasio Rivera, Colombia, Mario Vargas Llosa, Perú, Juan José Saer, Argentina, Carmen Boullosa, México), Ann Harbor, Míchigan. Estados Unidos. 2005.
- Seydel, Ute, tesis de doctorado Narrar historia(s): la ficcionalización de temas históricos por las escritoras mexicanas Elena Garro, Rosa Beltrán y Carmen Boullosa, Universität Potsdam, Alemania, 2004.
- Regazzoni, Susanna, tesis Carmen Boullosa: de la poesía al Bildungsroman. Universitá Ca’Foscari Venezia. Italia. 2003.
- Von Schütz, Katharina, tesis de doctorado Indio und Konquistador in der hispanoamerikanischen nueva novela histórica (1978-1999) (El arpa y la sombra, de Carpentier, El mar de las lentejas, de Benítez Rojo, y Llanto, Novelas imposibles y Cielos de la Tierra, de Carmen Boullosa), Postkoloniale Strategien der Erinnerung. Universtität zu Köln, 2003.
- Trujillo, María Sol Colina, tesis de doctorado Nation and narration: Feminine identity reconstruction in Ángeles Mastretta, Laura Esquivel and Carmen Boullosa (Spanish text). University of Missouri–Columbia, Estados Unidos. 2003.
- Kroll, Juli Ann, tesis de doctorado Vampires without appetites: Monstrous embodiments of gender, sexuality, and nation in the texts of Carmen Boullosa, University of Minessota, Estados Unidos, 2003.
- Leigh Vague, Stephanie, tesis de doctorado A life of one's own: Mexican fictions of female development (Carmen Boullosa, Ángeles Mastretta, María Luisa Puga), The University of Iowa, Estados Unidos, 2003.
- Zukin, Valerie, El cuerpo, el traje y el líquido vital: el juego de la construcción de género en la narrativa femenina (Desengaños amorosos, por María de Zayas, Cola de lagartija, por Luisa Valenzuela, y Duerme, por Carmen Boullosa), Haverford College, Estados Unidos. 2002
- Mueller, Erika, tesis de doctorado Kueste und Text. Das 'Empire' schreibt zurueck: Die Antwort der Calibane auf Kolonialismus und Moderne. Coast and Text: The 'Empire' writes back. Caliba´s response to colonialism and modernity, (Deutsch), Adolfo Bioy Casares (Argentina), Carmen Boullosa (Mexico), Aimé Cesaire (Martinique), Laura Restrepo (Colombia), Abilio Estévez (Cuba), Universität Wien; Austria. 2002.
- Wenger, Irene, tesis de maestría en filosofía Die Darstellung der indigenen Thematik bei Carmen Boullosa (Llanto, Duerme, Cielos de la Tierra). Universität Graz, Austria. 2002.
- Coudassot-Ramírez, Sabine, tesis de doctorado Carmen Boullosa: Itinéraries d’une graphographe fantastique. L’Université de La Sorbonne (Paris III), 365 pp, Francia. 2001.
- Ballmaier, Priska M., Von der Möglichkeit, ICH zu sagen, Lebensentwürfe im Werk mexikanischer Autorinnen, Wissenschaftsverlag Dr. Josef Kovac, Univ. Hamburg, 2001.
- Anzaldo-González, Demetrio, tesis de doctorado Género y ciudad en la novela mexicana (Spanish text, Carlos Fuentes, José Emilio Pacheco, Carmen Boullosa, Luis Zapata, José Joaquín Blanco).  Univ. of California, Irvine, Estados Unidos. 2001.
- Han, Ying, tesis de doctorado La Subjetividad Femenina En La Narrativa Femenina de México y  China (1980–1995) (Spanish text), SUNY at Stony Brook, Estados Unidos. 2001.
- Hind, Emily Ann, tesis de doctorado After Ours: Six Mexican Women Writers On Borrowed Time (Elena Garro, Rosario Castellanos, Silvia Molina, Ana Clavel, Carmen Boullosa, Sabina Berman), Univ. of Virginia, Estados Unidos. 2001.
- Costa Santos, Leonor Cristina, tesis de doctorado The Quest For An Authentic Feminine Identity: Innovations In The Narrative by Clarice Lispector and Carmen Boullosa (Brazil, México), University of Toronto, Canadá. 2001.
- Forne, Anna, tesis de doctorado Textual piracy: A hypertext study of 'Son vacas, somos puercos' and 'El médico de los piratas' of Carmen Boullosa. Lunds Universitet, Suecia, 2001.
- Reid, Anna, tesis de doctorado Historiographical and Political Discourses in the Work of Carmen Boullosa, Kings College, Londres, Inglaterra. 2000.
- Huijulan Heinlein, tesis de doctorado Conjugarse en infinitivo -voz narrativa, identidad y memoria en las novelas de Carmen Boullosa.  Univ. De Paris 3, Sorbonne Nouvelle, Dir. M. le Prof. Claude Fell. Francia. 2000.
- Fick, Barbara Rebecca, tesis de doctorado Narrative transgression and disembodied voices: The reconstruction of identity in the novels of Carmen Boullosa (México), The University of Tennessee, Estados Unidos. 2000.
- Shigeko Mato, tesis de doctorado Locating Female Creation In A Hybrid Space: Carmen Boullosa's Trans-Liminal Narrative (México); The University of New México, Estados Unidos. 2000.
- Monzón, Lorena, tesis de maestría Algunos aspectos de la metaficción en dos novelas de Carmen Boullosa. The University of Texas at El Paso, Estados Unidos. 2000.
- Calatayud, María Guadalupe, tesis de doctorado (Con)fabulating facts: The politics of fantasy in the work of twentieth century Mexican women artists. María Novaro, Elena Garro, Frida Kahlo and Carmen Boullosa (Spanish text), The Florida State University, Estados Unidos. 2000.
- Machoud Nivon, Corinne, tesis de doctorado Rituel de l'ecriture et metamorphoses du miroir : traductions au feminin (de et avec Carmen Boullosa). L’Université de la Sorbonne, Paris III. Francia. 2000.
- Rico, Alicia, tesis de doctorado Sociedades en transición: La novela fantástica escrita por mexicanas y españolas en la década de los ochenta, University of Kansas, Estados Unidos. 2000.
- Vaughn, Jeanne Marie, tesis de doctorado The Latin American Subject Of Feminism: Unraveling The Threads Of Sexuality, Nationality, And Femaleness, La última niebla (1935), María Luisa Bombal; Los recuerdos del provenir (1963), Elena Garro; Antes (1989), Carmen Boullosa. University of California, Santa Cruz, Estados Unidos. 1999.
- Chorba, Carrie Christine, tesis de doctorado Metaphors Of A Mestizo México: New Narrative Rewritings Of The Conquest, Carlos Fuentes's 'Las dos orillas' from El naranjo, o los círculos del tiempo (1993) and Carmen Boullosa's Llanto: novelas imposibles (1989). Brown University, Estados Unidos. 1998.
- Kayser, Katharina, tesis de doctorado Historiografías y localizaciones subalternas en las novelas de Carmen Boullosa, University of Washington, Estados Unidos. 1998.
- Bell, Virginia Ellen, tesis de doctorado Narratives Of Treason: Postnational Historiographic Tactics And Late Twentieth-Century Fiction In The Americas. (Chapter four compares Margaret Atwood's The Handmaid's Tale and Carmen Boullosa's Duerme/ (Sleeping Beauty). University of Maryland, College Park, Estados Unidos. 1997.
- Pirott-Quintero, Laura Estelle, tesis de doctorado Hybrid Identities: The Embodiment Of Difference In Contemporary Latin American Narratives:  Moacyr Scliar's O centauro no jardim (Brazil 1980), Carmen Boullosa's Duerme (México 1994) and Diamela Eltit's El cuarto mundo (Chile 1988), Brown University, Estados Unidos. 1997.
- Cumpiano, Ina, tesis de doctorado Hazardous Mat(T)Ers: Metonymy And The Fantasy Of Maternal Origins In Latin American Literature, Jorge Isaacs, Gabriela Mistral, Alejo Carpentier, Luis Pales Matos, Carmen Boullosa. University of California, Santa Cruz, Estados Unidos. 1996.
- La Setta Beyer, Sara, The Many Voices Of Carmen Boullosa, Ma, Miami University, Estados Unidos. 1996.
- Flores, Yolanda, tesis de doctorado The drama of gender: feminist theater by women of the Americas (Assuncao, Leilah, Brazil, López, Josefina, latina, Torres Molina, Susana, Argentina, Boullosa, Carmen, México, women writers), Cornell University, Estados Unidos. 1995.
- Choucino, Ana Gloria Fernández, tesis de doctorado Radicalizar e interrogar los límites: poesía mexicana, 1970-1990. Elva Macias, Carmen Boullosa, Vicente Quirarte y Gerardo Deniz . University of Kansas, Estados Unidos. 1994.
- Chapa, Teresa, tesis de doctorado Contemporary Mexican Poetry: 'La Generación Del Desengaño' (Bracho Coral, Boullosa Carmen, Castillo Ricardo, Blanco Alberto), University of Kansas, Estados Unidos. 1992.
- Constantino, Roselyn, tesis de doctorado Resistant Creativity: Interpretative Strategies And Gender Representation In Contemporary Women's Writing In México (Castellanos Rosario, Berman Sabina, Boullosa Carmen), Arizona State University, Estados Unidos. 1992.
- Wehling, Susan Rita, tesis de doctorado Feminist discourse in Latin American women playwrights (Rosario Castellanos  Carmen Boullosa, Beatriz Mosquera, Isidora Aguirre, México, Argentina, Chile),  University of Cincinnati, Estados Unidos. 1992.
- Garrigós Rojas, Alejandro, tesis de maestría en literatura hispanoamericana El deseo vampírico en la narrative Mexicana (1979-2000) Tres lecturas queer. Universidad de Guanajuato, México, 2020.